# 詹姆斯·特羅伊西
詹姆斯·特羅伊西（James Troisi）是澳大利亞的職業足球員, 司職中場。現效力於澳職球隊阿德萊德聯。此前曾效力於英超的紐卡斯爾聯隊和意甲的亞特蘭大。他也代表澳大利亞國家足球隊參加比賽。

## 榮譽

### 國際賽
澳洲隊
- 亞足聯亞洲盃冠軍：2015年

## 外部連結
- Oz Football profile （页面存档备份，存于）
- TFF profile （页面存档备份，存于）